# Paul Estienne (homme politique)
Pour les articles homonymes, voir Paul Estienne et Estienne.
Paul Louis Alphonse Estienne, né le 5 avril 1904 à Feluy et décédé le 6 novembre 1977 fut un homme politique démocrate chrétien belge.
Estienne fut ingénieur agronome (en brasserie).
Il fut élu sénateur provincial de la province de Brabant (1946-1949 ; 1950-1954 ; 1958-1961) et sénateur de l'arrondissement de Nivelles (1949-1950 ; 1954-1958).

## Sources
- Bio sur ODIS